# Arkefly

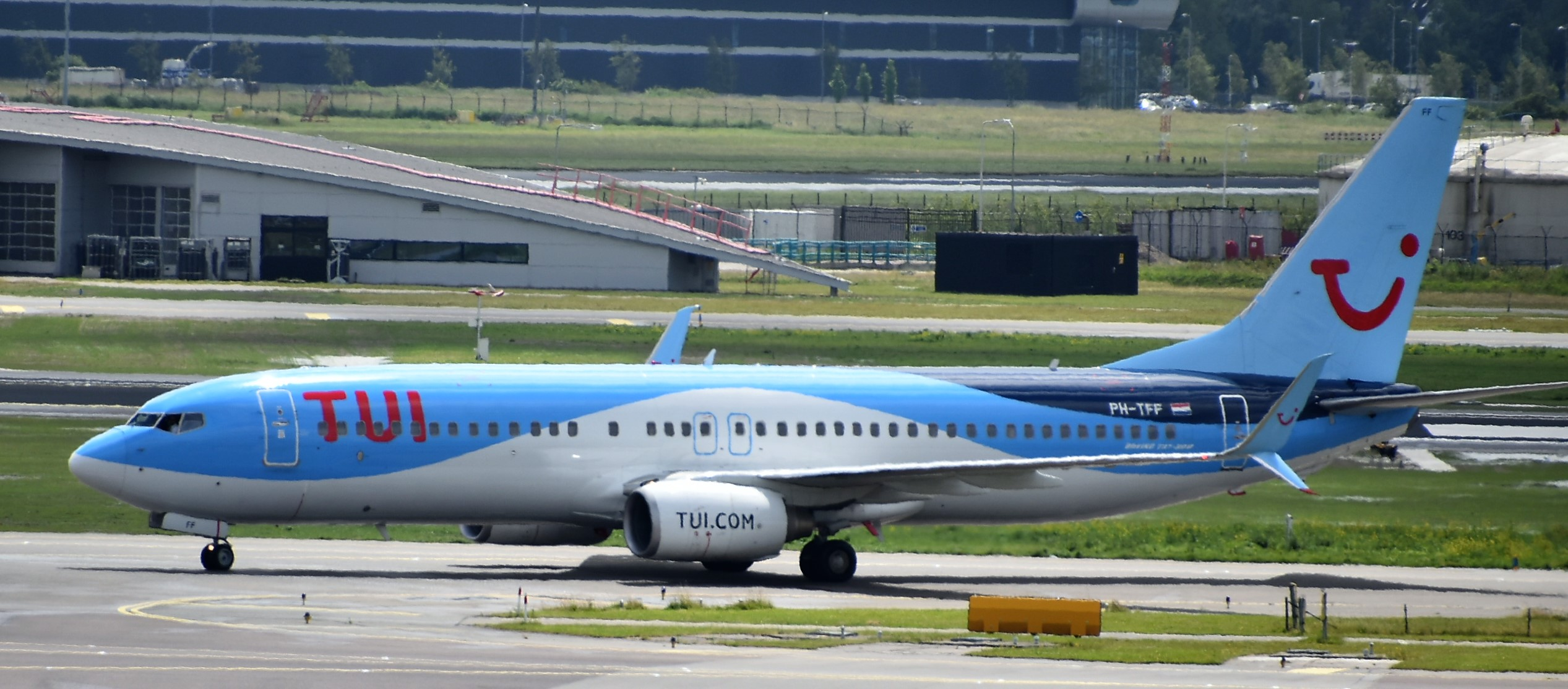
Boeing 737-800 da TUI fly Netherlands

Arkefly (Atualmente como TUI fly Netherlands) é uma companhia aérea holandesa charter.

## Frota
Frota Atual
Em dezembro de 2018, a frota da TUI fly Netherlands consistia nas seguintes aeronaves:
- Boeing 737-800 5 (aposentado em 2020)
- Boeing 767-300ER 1 (aposentado em 2020)
- Boeing 787-800 3
- Boeing 737-Max 3+3 pedidos (Parado)

Modernização da frota
Editar
A TUI Group tem 70 737 MAXs para o grupo, o pedido consiste em uma mistura dos 737 MAX 8 e MAX 10 e alguns deles serão usados pela companhia aérea para modernizar a frota e substituir as aeronaves mais antigas. O número de aeronaves alocadas para a TUI fly Holanda ainda é desconhecido com as entregas da nova aeronave a partir de janeiro de 2018.